# 佐藤清右衛門
佐藤 清右衛門（さとう せいえもん、1846年6月7日（弘化3年5月14日）- 1929年（昭和4年）2月5日）は、明治から昭和時代初期の政治家、実業家。徳清の9代目、貴族院多額納税者議員。幼名は種次郎。

## 経歴
盛岡出身。佐藤徳次郎の長男として生まれる。幼少期に小野組の銭店で丁稚奉公する。1879年（明治12年）10月、祖父清右衛門から家督を相続した。ほか、北上回漕会社、交話会、第九十国立銀行重役などを歴任した。1896年（明治29年）には盛岡銀行の創立に参画し、岩手農工銀行の重役も務めた。
1892年（明治25年）岩手県多額納税者として貴族院議員に互選され、同年6月29日から1897年（明治30年）9月28日まで在任。原敬とも親交があり、有力な支援者の一人でもあった。